# Pedro J. Sosa
Pedro José Sosa  (Panamá,  19 de mayo de 1851 – Buque La Bourgone,  4 de julio de 1898) fue un ingeniero neogranadino que participó en la construcción del canal de Panamá por la Compagnie Universelle du Canal Interocéanique.

## Biografía

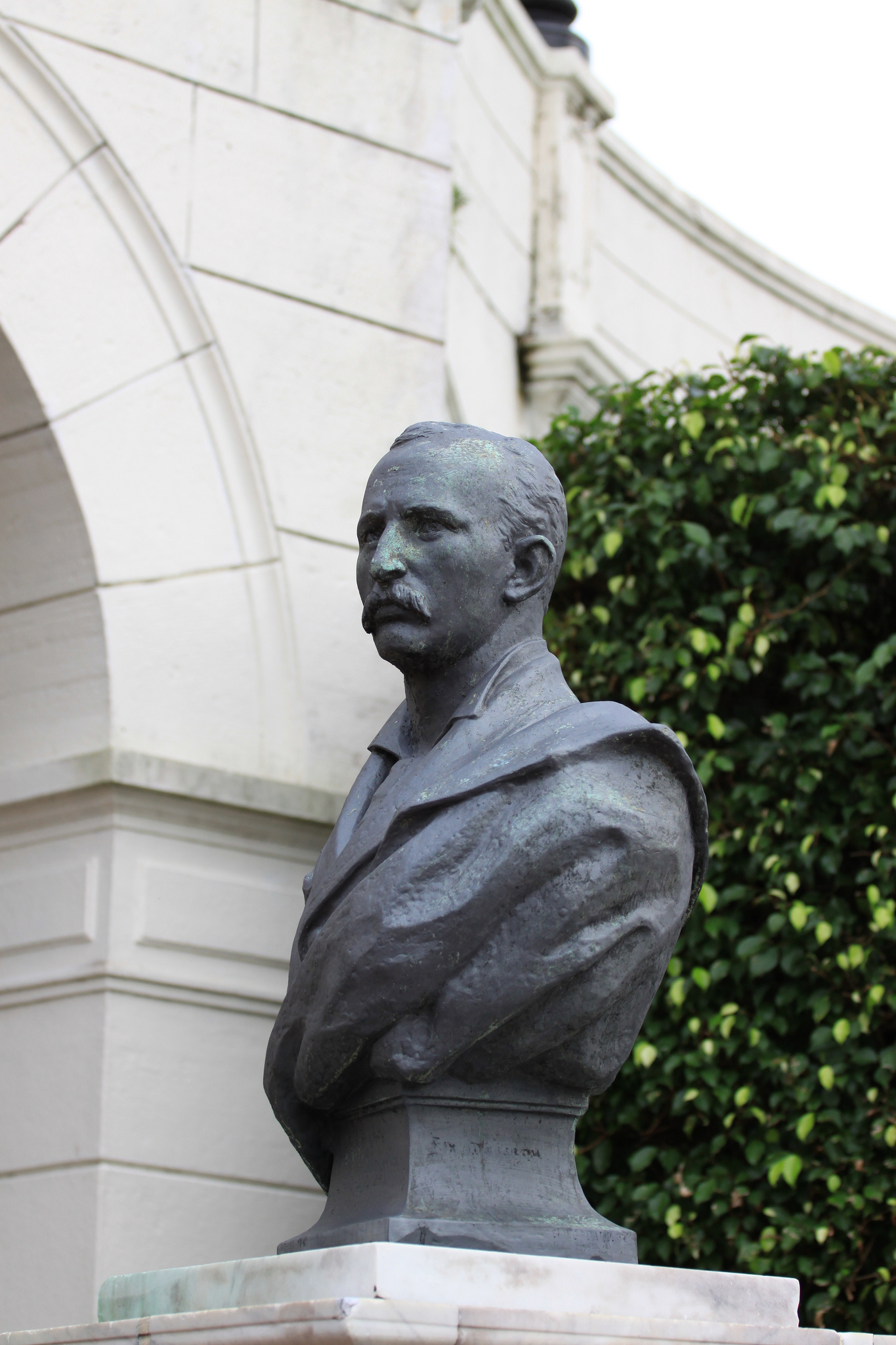
Busto de Pedro J. Sosa en la Plaza de Francia.

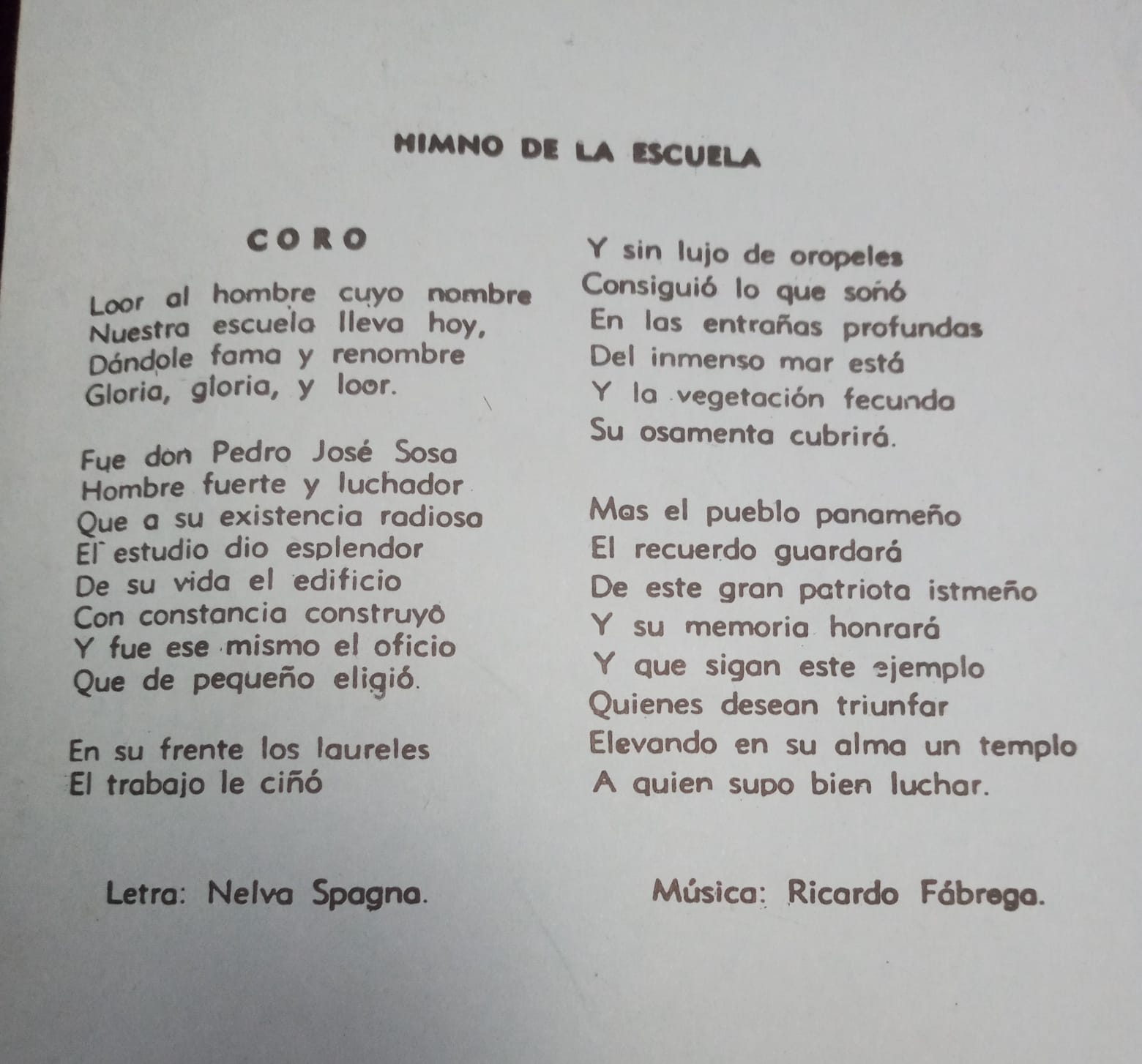
Himno de la Escuela Pedro Jose Sosa

Nació en la ciudad de Panamá, donde cursó sus estudios iniciales para posteriormente trasladarse a Estados Unidos a realizar estudios universitarios en el Instituto Politécnico Rensselaer de Troy, Nueva York. 
Entre 1873 y 1875 trabajó como ingeniero en Estados Unidos y México. Posteriormente fue invitado a participar en el proyecto fallido del Ferrocarril del Norte que pretendía crear una vía ferroviaria desde un punto del río Magdalena hasta Bogotá. 
Durante la empresa de la Compagnie Universelle du Canal, Pedro J. Sosa se desempeñó como ingeniero explorador, jefe de control técnico y del departamento topográfico.
El 4 de julio de 1898 falleció en un naufragio a bordo del buque francés La Bourgogne, con rumbo a París.
Existe una Escuela con su nombre en Ciudad de Panamá, cuenta con una matrícula de 726 alumnos, fue fundada el 13 de febrero de 1925.